# Gomide
Gomide é uma povoação portuguesa do município de Vila Verde que foi sede da extinta Freguesia de Gomide, freguesia que tinha 4,02 km² de área e 228 habitantes (2011), e, por isso, uma densidade populacional de 56,7 hab/km².
A Freguesia de Gomide foi extinta (agregada) em 2013, no âmbito de uma reforma administrativa nacional, tendo o seu território sido agregado ao das Freguesias de Sande, de Vilarinho e de Barros para formar uma nova freguesia denominada União das Freguesias de Sande, Vilarinho, Barros e Gomide.

## População
| População da freguesia de Gomide | População da freguesia de Gomide | População da freguesia de Gomide | População da freguesia de Gomide | População da freguesia de Gomide | População da freguesia de Gomide | População da freguesia de Gomide | População da freguesia de Gomide | População da freguesia de Gomide | População da freguesia de Gomide | População da freguesia de Gomide | População da freguesia de Gomide | População da freguesia de Gomide | População da freguesia de Gomide | População da freguesia de Gomide |
| -------------------------------- | -------------------------------- | -------------------------------- | -------------------------------- | -------------------------------- | -------------------------------- | -------------------------------- | -------------------------------- | -------------------------------- | -------------------------------- | -------------------------------- | -------------------------------- | -------------------------------- | -------------------------------- | -------------------------------- |
| 1864                             | 1878                             | 1890                             | 1900                             | 1911                             | 1920                             | 1930                             | 1940                             | 1950                             | 1960                             | 1970                             | 1981                             | 1991                             | 2001                             | 2011                             |
| 274                              | 259                              | 243                              | 281                              | 270                              | 278                              | 330                              | 368                              | 362                              | 337                              | 295                              | 322                              | 266                              | 253                              | 228                              |

## História
Constituiu, até ao início do século XIX, o couto de Gomide. Era constituído apenas pela freguesia da sede e tinha, em 1801, 187 habitantes. Aquando da extinção foi anexado ao concelho entretanto extinto de Pico de Regalados.

## Toponímia
O nome «Gomide» provém do baixo latim Villa Gomidi, que significa «quinta de Gomido», que tem por origem guma significando "homem", palavra de origem germânica, fazendo referência a um possível povoador ou senhor destas terras, durante o Reino suevo.

## Lugares
Além da sede, a Freguesia de Gomide tinha os seguintes lugares:
- Bouro
- Carvalhinhas
- Deveza
- Igreja
- Funde
- Vila
- Outeiro
- Senra